# Joaquín Pardavé
Joaquín Pardavé Arce (Pénjamo, Guanajuato, 30 september 1900 - Mexico-Stad, 20 juli 1955) was een Mexicaanse acteur, regisseur, liedjesschrijver, componist, komiek en scenarioschrijver uit de Gouden Eeuw van de Mexicaanse cinema. Hij was vooral bekend als hoofdrolspeler en regisseur van verschillende komediefilms in de jaren '40. In sommige van deze films speelde Pardavé samen met een van Mexico's beroemdste actrices, Sara García. De films waarin zij de hoofdrol speelden waren El baisano Jalil, El barchante Neguib, El ropavejero, en La familia Pérez. Deze acteurs hadden een status door hun goede chemie samen op het scherm, en zijn beiden bekend voor het spelen van een grote verscheidenheid aan komische karakters, van Libanese buitenlanders tot middenklasse Mexicanen.

## Biografie

### Jonge jaren
Pardavé werd geboren als zoon van de Spaanse immigranten Joaquín Pardavé Bernal en Delfina Arce Contreras, toneelspelers, in Pénjamo, Guanajuato. Zijn ouders kwamen naar Mexico met het theatergezelschap Betril.
Na de dood van zijn moeder in 1916 besloot Pardavé zich te vestigen in de stad Monterrey waar hij als telegrafist werkte bij de Ferrocarriles Nacionales de México. Daar componeerde hij het lied Carmen, opgedragen aan zijn vriendin Carmen Delgado. Drie jaar later keerde hij terug naar Mexico-Stad nadat hij de dood van zijn vader had vernomen.

### Carrière

#### Theatrale carrière
Op 18-jarige leeftijd trad Joaquín Pardavé in de voetsporen van zijn ouders. Hij begon zijn acteercarrière in de operette Los sobrinos del capitán Grant, in het gezelschap van zijn oom Carlos Pardavé, toen deze vroeg om een acteur te ontmoeten. Later sloot hij zich aan bij het gezelschap van Jose Campillo, waar hij Roberto "Panzón" Soto ontmoette en met hem 12 jaar samenwerkte. Zijn eerste rol in dit gezelschap was in de operette La banda de las trompetas (1920). Later verwierf hij bekendheid in het Mexicaanse Rataplan Journal (1925).

#### Filmcarrière
Hij begon zijn filmcarrière in het tijdperk van de stomme film. Pardavé's filmdebuut was in Viaje redondo in 1919. Hij speelde mee in andere films, zoals El águila y el nopal (1929), Águilas frente al sol (1932), La zandunga (1937), La tía de las muchachas (1938) en En tiempos de Don Porfirio (1939).
Juan Bustillo Oro contracteerde Pardavé om samen met Cantinflas de hoofdrol te spelen in de komediefilm Ahí está el detalle (1940). In de film vertolkt Pardavé Cayetano Lastre, de rijke en jaloerse echtgenoot van Sofía Álvarez' personage Dolores del Paso. Het personage wordt later verleid te geloven dat het personage Pelado van Cantinflas de lang verloren broer van zijn vrouw is, de persoon op wie Lastre vol ongeduld wachtte om de erfenis van zijn vrouw terug te eisen. Andere medespelers in de film waren Sara García en Dolores Camarillo. Ahí está el detalle stond op de zevenendertigste plaats in de top 100 van Mexicaanse bioscoopfilms.
Later in het decennium van 1940 werkte Pardavé in ¡Ay, qué tiempos señor don Simón! (1941) en Yo bailé con don Porfirio (1942). In 1942 debuteert hij als filmregisseur met El baisano Jalil met in de hoofdrollen hemzelf en Sara García als Jalil en Suad Farad, Libanese ondernemers die zich in Mexico hebben gevestigd. Film- en theateractrice Sara García zou al snel Pardavé's partner op het witte doek worden. Beiden speelden in de films El barchante Neguib (1946), eveneens als Libanese immigranten, El ropavejero (1947), en La familia Pérez (1949).

### Persoonlijk leven
In 1925 ontmoette Pardavé Soledad Rebollo, met wie hij op 26 oktober 1925 trouwde. Soledad werd de liefde van zijn leven en zijn inspiratiebron voor de liedjes Plegaria, Bésame en la boca, Negra consentida, en Varita de Nardo.

### Overlijden
Op 20 juli 1955, om drie uur 's nachts, stierf Joaquín Pardavé aan de gevolgen van een beroerte, veroorzaakt door een overschot aan werk. Hij werkte mee aan twee films tegelijk en aan het toneelstuk Un Minuto de Parada. Na zijn dood deed een urban legend de ronde dat Pardavé levend begraven zou zijn. De nicht van de acteur, María Elena Pardavé Robles, bevestigde dat het gerucht een leugen was. Zij citeerde, "Joaquín Pardavé is niet levend begraven zoals veel mensen geloven. Zijn stoffelijk overschot is nooit opgegraven, zelfs niet toen zijn vrouw stierf. Zij, mijn tante, heeft een plaats in dezelfde tombe, maar de stoffelijke resten van mijn oom zijn nooit opgegraven... wij houden vol dat zijn kist nooit geopend is geweest. Zo ontkennen wij categorisch de geruchten die de ronde doen".

## Filmografie
- La virtud desnuda (1955) als Don Zacarías Martínez
- Club de señoritas (1955) als Susanito Peñafiel
- Las medias de seda (1955) als Don Juan
- To the Four Winds (1955) als padrino
- Pueblo, canto y esperanza (1954) als padre Acisclo
- El mil amores (1954) als Chabelo
- My Darling Clementine (1953) als Don Carlos
- Reportaje (1953) als overvaller met Arabisch accent
- Pompeyo el conquistador (1953) als Don Pompeyo en ook als Froilán
- El casto Susano (1954) als Susano Alegre y Rematado
- Doña Mariquita de mi corazón (1952) als Ubaldo
- Ésos de Pénjamo (1952) als Dr. Porfirio Rojas
- Del can can al mambo (1951) als Susanito
- Arrabalera (1951)
- A Galician Dances the Mambo (1951)
- Love for Sale (1951)
- Mi campeón (1951) als Chóforo Moreno
- Primero soy mexicano (1950) als Don Ambrosio
- Azahares para tu boda (1950)
- The Perez Family (1949) als Gumaro Pérez
- Ojos de juventud (1948) als Pascual
- Los viejos somos así (1948) als Prudencio Sarasate
- The Golden Boat (1947)
- La niña de mis ojos (1946) als Curro Claveles
- El ropavejero (1946) als Cirilo
- Don Simón de Lira (1946) als Don Simón de Lira
- El barchante Neguib (1945) als Neguib
- Los nietos de don Venancio (1945) als Don Venancio Fernández
- La reina de la opereta (1945) als Margarito Pimentel
- El gran Makakikus (1944) als Narciso Escalera
- Los hijos de don Venancio (1944) als Don Venancio Fernández
- Como todas las madres (1944) als Feliciano González
- My Memories of Mexico (1944) als Don Susanito Peñafiel
- El sombrero de tres picos (1943) als Don Hermógenes de Alabastro
- Adiós juventud (1943) als Hilarión Medinilla
- Cinco fueron escogidos (1942) als Glinko
- Yo bailé con don Porfirio (1942) als Don Severo de los Ríos
- El baisano Jalil (1942) als Jalil Farad
- El ángel negro (1942) als Luciano del Roble
- Esa mujer es la mía (1942) als de valse echtgenoot
- Caballería del imperio (1942) als Joaquín Abasolo
- El que tenga un amor (1942) als Simón Regalado
- Mil estudiantes y una muchacha (1941) als Atenodoro Soriano
- ¿Quién te quiere a ti? (1941) als the ugly guy
- ¡Ay qué tiempos señor don Simón! (1941) als Don Simón
- Cuando los hijos se van (1941) als Casimiro
- Al son de la marimba (1940) als Agapito Cuerda
- El jefe máximo (1940) als Serapio Rea
- Here's the Point (1940) als Cayetano Lastre
- ¡Que viene mi marido! (1939) als Valeriano
- En tiempos de don Porfirio (1939) als Don Rodrigo Rodríguez
- Viviré otra vez (1939) als Chufas
- En un burro tres baturros (1939) als Isidro Herráiz
- Caballo a caballo (1939) als Espiridión Espérides
- Hombres del aire (1939) als Bigotes
- Cada loco con su tema (1938) als Justiniano Conquián
- El señor alcalde (1938) als eigenaar van een drogisterij
- Luna criolla (1938) als stotteraar
- La tía de las muchachas (1938) als Goyo Becerra
- Los millones de Chaflán (1938) als Rómulo Valdés
- Tierra brava (1938) als Benito
- La Zandunga (1937) als Don Catarino
- Mi candidato (1937) als Prócoro
- Canción del alma (1937) als Sergeant Napoleón Régules
- Jalisco nunca pierde (1937) als Filogonio
- Bajo el cielo de México (1937) als Salomón
- Revista musical (1934)
- Águilas frente al sol (1932) als Wu Li Wong
- El águila y el nopal (1929) als het neefje van de veeboer
- Viaje redondo (1919)